# المباءة
المباءة هي رواية كتبها الروائي المغربي محمد عز الدين التازي والحاصل على جائزة الطيب صالح للرواية وجائزة سنة 2013، تُصنّف ضمن الأعمال الروائية المعاصرة التي تتناول تداخُل الأبعاد السياسية والاجتماعية والنفسية والفنية، من خلال تجربة سردية تجمع بين الواقع والخيال، والعقل والاضطراب، والتاريخ والعناصر الأسطورية.

## الملخص
تُسرد الرواية من خلال تتبع الخط السردي للأحداث وتتوزع على ثلاثة فصول، مركزة على شخصية قاسم الورداني الذي عمل مديرًا للسجن المدني في فاس لمدة سبعة عشر عامًا، بعد مشاركته في حروب الهند الصينية دفاعًا عن المصالح الفرنسية الاستعمارية. يعيش قاسم مع أسرته داخل السجن، وتتكون الأسرة من زوجته رقية وابنته منيرة وابنه منير، الذي يقطن معهم في نفس الفضاء.
يتناول الحكي الصراعات الداخلية والخارجية التي تواجهها الأسرة، إذ يظهر منير كمعارض لوظيفة والده التي ينظر إليها على أنها قمعية وظالمة تجاه المساجين، مما يولد توترًا بينهما. يرفض منير العيش في بيئة السجن الموبوءة، وينخرط في جدالات مع والده حول قضايا وطنية واجتماعية وسياسية، معبّرًا عن رغبته في نضال جاد لتغيير الواقع وتحقيق العدالة الاجتماعية والحريات التي يكفلها الدين الإسلامي والمواثيق الدولية.
تتفاقم الخلافات حين يعود منير بعد غياب طويل، وقد تعرض للتعذيب الشديد خلال اعتقاله، ما تركه يعاق جسديًا ونفسيًا. يتصاعد الصراع بينه وبين أبيه، حتى تتحول الأمور إلى مأساة حين ينضم منير إلى جماعة متشددة، في مواجهة مباشرة مع والده، قبل أن يعود إلى البيت في حالة صحية ونفسية متدهورة.
في الوقت نفسه، يُظهر النص تدهور الحالة النفسية لقاسم، حيث يشارك في اجتماع في الرباط ثم يصاب بحالة هذيان وعصيان تجعله يغادر الفندق مضطربًا. يتسبب غيابه في تغيّر وضع الأسرة، إذ تُبعد زوجته رقية إلى منزل قديم، بينما ينسحب قاسم إلى العزلة في زاوية دينية، حيث يمضي وقته في نقش شواهد القبور والتأمل الروحي.
ينتقل قاسم في مراحل الرواية من عالم المادة إلى عالم الروح والتصوف، حيث يعيش حالة من الخلوة والانعزال الروحي، مترددًا بين الطهارة والدنس، ومناطق الجذبة الصوفية والأوراد الدينية. في النهاية، وبينما يجتاح وباء مدينة فاس، يصاب معظم الناس بمن فيهم مسؤولو الضريح، لكن قاسم يبقى مسترجعًا حريته الإنسانية، منغمسًا في عالم الروح والعشق الصوفي، متجاوزًا الظروف المادية والمرض، ليعيش في فضاء من الصفاء الروحي والطمأنينة.

## الشخصيات
تضم الرواية مجموعة من الشخصيات المحورية والثانوية التي تشكل البنية السردية للرواية، وتُسهم في إبراز التوترات النفسية والاجتماعية والسياسية التي تعالجها:
- قاسم الورداني: الشخصية الرئيسية في الرواية، وهو رجل كان في السابق مديرًا لسجن، وشارك في المقاومة المسلحة خلال الحرب الهندوصينية، قبل أن يتحول إلى شخصية مضطربة تعيش عزلة في غرفة بجوار ضريح أحد الأولياء، يرعى قطيعًا من القطط، ويكسب رزقه من خط شواهد القبور. يمثّل قاسم نموذجًا للانقسام الداخلي بين العقل والجنون، والسلطة والعزلة، ويجسد التحولات العنيفة في المجتمع.
- رقية: زوجة قاسم، تمثل عنصر التوازن في حياته، وتظهر في الرواية كرمز للثبات والدعم الأسري، خاصة في ظل تدهور حالة زوجها النفسية وتفكك الأسرة.
- منيرة: ابنة قاسم، طالبة جامعية تنخرط في نضال سياسي، وتتعرض للاعتقال والاختطاف من قبل جماعات متطرفة. تتحول لاحقًا إلى شخصية مأزومة تعاني من اضطرابات نفسية، وتعيد إنتاج المأساة الأسرية من زاوية مختلفة.
- منير: ابن قاسم، طالب جامعي يساري، يتعرض للاعتقال والتعذيب، ويعاني من القمع السياسي، ويختفي أكثر من مرة، ما يعكس حدة الصراع السياسي الذي تمزق فيه أفراد الأسرة.
- حفص: شخصية تمثل الجانب المتطرف في الرواية، زعيم ديني متشدد يرتكب أعمال عنف باسم الدين، ويلعب دورًا في خطف وتعذيب منيرة، ويجسد تحوّل بعض التيارات الدينية إلى أدوات قمعية.
- شخصيات فرعية أخرى: تشمل سجانين ومسؤولين سابقين في السجن، وطلبة جامعيين، وشخصيات تمثل أطيافًا من المشهد السياسي والديني والاجتماعي، وتسهم في تعميق الطابع الرمزي والتأويلي للرواية.

## اقتباس
«لملمي حروفك أيتها الحروف، وتعالي نخرج إلى الناس ونتحاور بلغة اليومي. هل تنفضين أيتها الحروف غبار التاريخ عن أكتافك، تستحمين في ماء الطوفان، تعشقين الأشياء قبل الأسماء. تنهضين من الانحناءة. وتصير لك أجنحة وزعانف والسنة كل اللغات؟ تعالي نبدأ من مكان آخر يا حروفي، بعد أن كسرنا ألواح شواهد القبور الرخامية، فتهللي فوق سمائي، إنني أراك محفورة بغير إزميل، على راحة اليد».